# Ki-oon
Ki-oon — французское издательство, основанное в октябре 2003 года. Свою первую книгу издало в марте 2004 г. Специализируется на выпуске манги преимущественно с фантастическим сюжетом, основной аудиторией являются подростки.

## История
Компания Ki-oon была основана Сесиль Порнир и Ахмед Агне в 2003 году. Название «Ki-oon» было выбрано из-за того, что является ономатопеей фразы «avoir le cœur gonflé d'émotion» (с фр. — «Наполняющий сердца эмоциями»). Премьерная манга Element Line вышла спустя шесть месяцев после основания издательства.

## Публикуемая манга
| Завершённые серии: - Blood of Matools - Boogiepop Dual - Duds Hunt - Element Line - Guardian Dog - Jackals - Kamichu! - Kamisama - Kashimashi: Girl Meets Girl - Kazan - Lineage Saga - Record of Lodoss War - Mahoromatic - Manhole - Marie & Elie - Nui ! - Reset - Role Playing Girl - Shin Megami Tensei : If... - Shin Megami Tensei : Kahn - Slayers, Knight of Aqua Lord - Stigma - Stray Little Devil - Tales of Symphonia - Yuma à la conquête du monde | Не завершённые серии: - Alice in the Country of Hearts - Artelier Collection - Shrine of the Morning Mist - Bamboo Blade - Baptist - Bitter Virgin - Blood Alone - Breath of Fire IV - Candidate for Goddess - Doubt - Until Death Do Us Part - Kurokami - Hoozuki no Shima - La Mosca - No Man's Land - Pandora Hearts - Superior - Tales of Destiny - Tsukihime - Twelve - Vampire Chronicles - Witch Hunter - Übel Blatt |